# 拓跋度
拓跋度（?—?），中國南北朝時期代國昭成帝拓跋什翼犍之弟高涼神武王拓跋孤之孫，北魏宗室，爵封松滋武侯。

## 生平
拓跋度在道武帝拓跋珪在位期間，賜爵位松滋侯，官位比部尚書。逝世後，由其子拓跋乙斤襲封為襄陽侯。